# Regne dels odrisis
El Regne dels odrisis fou un regne traci que va exercir el poder sobre la major part de Tràcia i sobre la majoria de tribus tràcies. El seu nucli central foren els odrisis o odrises, un poderós poble traci.

## Capital
La seva primera capital fou Uscudama o Odrísia, la moderna Edirne. Seutes III va traslladar la capital a Seutòpolis, al centre de la moderna Bulgària, prop de Kazanlâk.

## Història

### Formació del regne
La primera vegada que els odrisis són esmentats és durant l'expedició de Darios I el Gran de Pèrsia contra els escites, en la qual els odrisis, protegits per les seves muntanyes, van conservar la independència.
El rei Teres, amb el prestigi derivat de la fortalesa dels odrisis, va incorporar sota el seu govern moltes tribus; els seus dominis van arribar a l'Euxí, tot i que fou derrotat pels tins o tinis (thyni o thynii).

### Grandesa del regne
El seu fill Sitalces va dominar quasi tota Tràcia entre el Danubi al nord, Abdera a l'oest i l'Euxí a l'est; atenencs i espartans es van disputar la seva aliança al començament de la Guerra del Peloponès. Sitalces va fer una expedició a Macedònia contra Perdicas II, a petició del pretendent Amintes i amb el suport d'Atenes, i se suposa que va reunir un exèrcit de cent cinquanta mil soldats, dels quals un terç eren cavalleria. Amb aquest exèrcit, Sitalces va assolar la península Calcídica, Antemos, Crestònia i Migdònia, però com que els atenencs no van aparèixer i davant l'arribada de l'hivern, el rei va retornar al seu país. El 424 aC, es va enfrontar amb els tribal·lis (triballi) i va resultar mort, i el va succeir el seu nebot Seutes I.
Sota Seutes I, el Regne odrisi va arribar al zenit. A la seva mort, el país es va dividir entre almenys tres reis, un dels quals, Medocos o Amadocos, era probablement el seu fill i va regnar sobre el territori central; Mesades (Maesades), que n'era probablement un altre fill, va regnar sobre els tinis, els melandites i els tranipses; i Teres va governar la zona de la costa de l'Euxí, a la part del delta del Danubi. Fou probablement durant el regnat d'Amadocos que els deu mil de Xenofont van passar per Tràcia i van ajudar a restablir Seutes, fill de Mesades (que s'havia hagut d'exiliar) com a rei. Probablement, Seutes va governar com a vassall d'Amadocos amb el títol d'arcont o governador, però més tard es va fer independent lluitant contra Amadocos, amb el qual es va reconciliar i ambdós van entrar en l'aliança atenenca sota Trasibul.
Més tard, els odrisis apareixen enfrontats amb els atenencs pel Quersonès traci. Llavors era rei Cotis I (vers 382 a 353 aC), que el 376 aC es va enfrontar amb els tribal·lis (triballi), que van envair els seus territoris i van arribar fins a Abdera, però en foren rebutjats.
A Cotis, el va succeir el seu fill Quersobleptes, que dominava sobre la costa de l'Euxí, però va esclatar una guerra civil probablement amb els seus germans Berisades i Amadocos, als quals Cotis I va cedir algunes parts del regne i els atenencs van aprofitar les lluites per fer-se amos d'una part del Quersonès: finalment els fou reconegut el 357 aC.

### Dominació macedònica i resistència
Després de 9 anys de lluites, Filip II de Macedònia va conquerir el país (343 aC), que va esdevenir un regne tributari. La submissió degué ser prou completa perquè Filip va fundar colònies i ciutats al país dels odrisis, incloent-hi Philippopolis, a la dreta de l'Hebros, al cor dels seus dominis.
La cavalleria odrísia va servir en l'exèrcit d'Alexandre el Gran, dirigida per Agathon, fill de Tyrimmas. Quan el general d'Alexandre, Zofiri, fou derrotat pels getes, els odrisis foren incitats pel seu rei Seutes III a revoltar-se contra els macedonis. A la mort d'Alexandre, Seutes va agafar el partit contra Lisímac, que dominava a Tràcia i tenia un exèrcit de 20.000 i 8.000 cavallers. La lluita entre Seutes i Lisímac va tenir diverses alternatives.
Sota Filip V de Macedònia els odrisis encara estaven revoltats. El 211 aC, el rei va reunir un exèrcit que aparentment havia d'anar a Bizanci, però en realitat va anar contra els odrisis, però no va aconseguir el seu propòsit.
El 183 aC, Filip va fer una nova expedició contra els odrisis, els denteletes i els bessi; va ocupar Filipòpolis i hi va establir una guarnició; però només deixar la zona la guarnició fou expulsada; probablement, els odrisis van tenir el suport dels romans.

### Influència romana
A la caiguda del Regne de Macedònia, el romans van tractar amb consideració els odrisis, que van esdevenir aliats especialment contra tribus enemigues com els bessi. Després, es coneix molt poc de la seva història.
El 42 aC, va morir sense successió el rei Sadales, i va llegar el regne a Roma (un dels almenys dos regnes existents a l'època). Brutus en va prendre possessió poc després en nom de Roma. August va restablir el regne el 31 aC, en agraïment per l'amistat dels odrisis i se'ls va donar a més un territori arrabassat als bessi.
L'any 20 aC, Rematalques (Rhoematalces), regent de tres infants del ja difunt rei Cotis, va aconseguir la submissió dels bessi. Uns anys després, però, els bessi, sota la direcció de Vologès (Vologaeses), un sacerdot de Baccus, van expulsar Remetalques cap al Quersonès; però aviat fou derrotat per Lucius Piso, i Rhoematalces fou restaurat i, sota el seu domini, segons Tàcit, els odrisis van governar tota Tràcia.
Després de la mort de Rematalques, August va dividir el regne entre el seu fill Cotis i el seu germà Rascuporis (Rhascuporis). Cotis fou assassinat per Rascuporis, i Tiberi va dividir el regne entre els fills de Cotis d'un costat (Remetalques i Cotis), i Remetalces fill de Rascuporis, de l'altre, i va nomenar el romà Trebellienus Rufus com a regent dels primers, que eren joves.
Dos anys després, va esclatar una revolta dels odrisis i els queletes contra el rei Remetalces, que fou assetjat a Filipòpolis. La revolta, dirigida per líders populars, fou aviat esclafada per P. Velleius. Però, un temps després, l'any 26, les tribus tràcies es van tornar a revoltar contra el reclutament, i van haver de ser sotmeses per Poppaeus Sabinus, que va rebre una insígnia triomfal.
Claudi va posar fi al Regne odrisi i el va convertir en província l'any 46.

## Llista de reis
- Teres I vers 480 - 460 aC
- Sitalces vers 460 - 424 aC
- Esporadocos vers 460- 430 aC (associat)
- Sadocos 425- 424 aC
- Seutes I 424- 415 aC
- Amadocos I 415- 391 aC
- Seutes II 405- 384 aC (associat)
- Maesades 389- 384 aC (associat)
- Eurizelmes 389- 384 aC
- Cotis I 384- 359 aC
- Cersobleptes I 359-341 aC
- Berisades (rei a l'Estrimó) 359- 356 aC
- Amadocos II (rei a Maroneia i el Quersonès) 359- 351 aC
- Cetriporis (rei a l'Estrimó) 356- ? aC
- Escostodocos 351- ?
- Teres II (rei a Maroneia i el Quersonès) 351- 342 aC
- Cersobleptes II vers 348- 341 aC
- A Macedònia 341- 323 aC
- Seutes III (vassall) 341 - vers 306 aC 
  - Desconeguts vers 306- 280 aC
- Odroes vers 280-273 aC
- Adeos I (associat) vers 280- 273 aC
- Escostodos vers 275 aC
- Orsoaltios vers 265 aC
- Cersivaulos vers 260 aC
- Cotis II vers 260 aC
- Teres III vers 250 aC.
- Adeos II vers 235 aC
- Rascuporis I vers 213 aC
- Seutes IV 213-175 aC.
- Ocupació parcial de Macedònia 208-183 aC.
- Ocupació parcial de Pèrgam 183-180 aC.
- Abrupolis vers 200-172 aC.
- Amadocos III ?- 184 aC.
- Teres IV vers 183-148 aC.
- Cotis III 180-168 aC.
- Diygyles 150-140 aC
- Biz vers 148 aC.
- Teres V vers 149 aC.
- Amodocos IV vers 90-80 aC.
- Regne d'Astes o Astea
- Cotis I (IV) vers 100-87 aC.
- Sadales I vers 87-80 aC.
- Cotis II (V) vers 80-45 aC.
- Sadales II 44-42 aC.
- Heretat per Roma, 42 a 31 aC.
- Sadales III 31 aC.
- Cotis III (VIII) 31-18 aC.
- Rascuporis (III) 18-11 aC.
- Cotis IV (X) 11 aC
- A Roma 11 aC
- Regne de Sapes o Seutòpolis
- Cotis I (VI) vers 55-48 aC
- Rascuporis II 48-42 aC (una part)
- Rascos vers 48 aC- > 42 aC (l'altra part)
- Cotis II (VII) 42-31 aC
- Remetalces I 31-15 aC.
- Vologès de Tràcia 15-14 aC.
- Remetalces I (restablert) 14-13 aC.
- Cotis III (IX) (al sud-oest) 13 aC-18 dC
- Rascuporis IV (o III) (al nord-oest) 13 aC-18 dC
- Remetalces II 18-37
- Remetalces III 18-46
- Annexió a l'Imperi Romà 46 dC.